# 작은마르가레타쥐
작은마르가레타쥐(Margaretamys parvus)는 설치류의 일종이다. 인도네시아 술라웨시섬의 토착종이다.

## 특징
꼬리 길이 154~184mm를 제외한 몸길이가 96~114mm인 작은 설치류이다. 발 길이는 23~25mm이고 귀 길이는 19~20mm, 몸무게는 최대 40g이다.